# Подводные лодки типа U-31
Подводные лодки типа U-31 — серия подводных лодок построенная Германией в течение Первой мировой войны. Строительство лодок велось на судоверфи «Германия» (нем. «Germaniawerft») в Киле. Лодки этого типа активно участвовали в боевых действиях. За время службы, из 11 построенных лодок 7 было потеряно.

## Силовая установка
В надводном положении лодка использовала 2 шестицилиндровых, двухтактных дизельных двигателя, общая мощность которых составляла 1850 л.с., производства судоверфи «Германия». С этим двигателем связана значительная задержка сдачи в эксплуатацию этой серии лодок. В августе 1911 года, после ходовых испытаний, двигатель был принят, но впоследствии оказался непригодным для продолжительного действия. Чтобы не откладывать сдачу этих подводных лодок на неопределенный срок, в Аугсбурге был размещен заказ на новые моторы за счет фирмы «Германия». В декабре 1914 года — с опозданием на 1,5 года, верфь «Германия» смогла изготовить полноценные двухтактные моторы, которые и были установлены на этой серии подлодок. Моторы же, заказанные в Аугсбурге, были установлены на других подлодках.
В подводном положении использовались 2 комбинированных мотора-генератора, общей мощность 880 кВт.
Радиус действия лодки в надводном положении, при ходе в 8 узлов, составлял 8790 миль. Радиус действия под водой составлял всего 80 миль, при скорости хода 5 узлов. Такой малый радиус действия под водой был обусловлен несовершенством аккумуляторных батарей, применяемых на подводных лодках того времени.

## Вооружение
Вооружение U-31 состояло из 6 торпед для 4-х торпедных аппаратов, и одного или двух артиллерийских орудий на палубе. В зависимости от времени постройки, калибр орудия составлял 75 мм, 88 мм или 105 мм.
| Подводные лодки          | Артиллерийское вооружение                                                  |
| ------------------------ | -------------------------------------------------------------------------- |
| U-35                     | 1914: одно 75 мм орудие, 1915: одно 88 мм орудие, 1916: одно 105 мм орудие |
| U-32, U-36, U-37         | два 88 мм орудия                                                           |
| U-33, U-34, U-38 — U-41  | одно 88 мм орудие                                                          |
| U-32 — U-34, U-36 — U-39 | одно 105 мм орудие 1916—1917                                               |

## Представители
| Имя  | История | Потопленные и поврежденные суда |
| ---- | --- | ------------------------------- |
| U-31 | Заложена на судоверфи «Германия» (нем. «Germaniawerft») в Киле 12 октября 1912. Спущена 7 января 1914. Вступила 18 сентября 1914. В период с 13 по 20 января 1915 легла на грунт для ночного отдыха в Северном море близ Хариджа в точке с координатами 52°00′ с. ш. 01°40′ в. д., экипаж погиб из-за незакрытого кислородного клапана. Через несколько месяцев всплыла на поверхность и во время шторма выброшена на пляж близ Ярмута на Восточном побережье Англии. | нет                             |
| U-32 | Заложена на судоверфи «Германия» (нем. «Germaniawerft») в Киле 8 ноября 1912. Спущена 28 января 1914. Вступила 3 сентября 1914. С 8 ноября 1916 формально входила в состав ВМС Австро-Венгрии как «U-37». 8 мая 1918 потоплена в Средиземном море в 40 милях северо-западнее Мальты в точке с координатами 36°07′ с. ш. 13°28′ в. д. артиллерийским огнём английского шлюпа «Wallflower». | 42 (139,703 тонн)               |
| U-33 | Заложена на судоверфи «Германия» (нем. «Germaniawerft») в Киле 7 ноября 1912. Спущена 19 мая 1914. Вступила 27 сентября 1914. С 16 сентября 1915 по 1 октября 1916 формально входила в состав ВМС Австро-Венгрии как «U-33». Исключена в 1919 и 16 января 1919 по репарациям передана Великобритании, где с 1919 по 1920 разобрана на металл в Блите. | 93 (231,036 тонн)               |
| U-34 | Заложена на судоверфи «Германия» (нем. «Germaniawerft») в Киле 7 ноября 1912. Спущена 9 мая 1914. Вступила 5 октября 1914. С 23 августа 1915 по 1 октября 1916 формально входила в состав ВМС Австро-Венгрии как «U-34». 9 ноября 1918 потоплена в Средиземном море близ Гибралтара в районе мыса Альмине в точке с координатами 35°56′ с. ш. 05°25′ з. д. артиллерийским огнём и глубинными бомбами английских судна-ловушки Q 19 «Privet» и патрульного моторного катера ML 573.                                                                                              | 124 (271,860 тонн)              |
| U-35 | Заложена на судоверфи «Германия» (нем. «Germaniawerft») в Киле 20 декабря 1912. Спущена 18 апреля 1914. Вступила 3 ноября 1914. С 23 августа 1915 по 1918 формально входила в состав ВМС Австро-Венгрии как «U 35». В ноябре 1918 интернирована в Эль-Ферроле, Испания и в 1919 сдалась Франции. Исключена в 1918 и 26 ноября 1918 по репарациям передана Великобритании, где с 1919 по 1920 разобрана на металл в Блите. | 236 (575,387 тонн)              |
| U-36 | Заложена на судоверфи «Германия» (нем. «Germaniawerft») в Киле 2 января 1913. Спущена 6 июня 1914. Вступила 14 ноября 1914. 24 июля 1915 потоплена в районе о. Рона, Гебридские острова в точке с координатами 59°05′ с. ш. 06°01′ з. д. артиллерийским огнём английского судна-ловушки «Prince Charles». | 17 (16,140 тонн)                |
| U-37 | Заложена на судоверфи «Германия» (нем. «Germaniawerft») в Киле 2 января 1913. Спущена 25 августа 1914. Вступила 9 декабря 1914. 30 апреля 1915 погибла близ Зеебрюгге в точке с координатами 51°04′ с. ш. 01°48′ в. д., возможно в результате подрыва на мине. | 3 (6,270 тонн)                  |
| U-38 | Заложена на судоверфи «Германия» (нем. «Germaniawerft») в Киле 25 февраля 1913. Спущена 9 сентября 1914. Вступила 15 декабря 1914. С 11 ноября 1915 по 1918 формально входила в состав ВМС Австро-Венгрии как «U 38». Исключена в 1919 и 23 февраля 1919 по репарациям передана Франции, где в июле 1921 разобрана на металл в Бресте. | 149 (333,663 тонн)              |
| U-39 | Заложена на судоверфи «Германия» (нем. «Germaniawerft») в Киле 27 марта 1913. Спущена 26 сентября 1914. Вступила 13 января 1915. С 15 сентября 1915 по 1918 формально входила в состав ВМС Австро-Венгрии как «U 39». 18 мая 1918 повреждена американскими канонерской лодкой PG 14 «Wheeling», вооруженными яхтами «Surveyor», «Venetia» и бомбами с французских гидросамолетов и затоплена экипажем после интернирования в Картахене, Испания. 22 марта 1919 поднята Испанией, 22 марта 1919 передана ими Франции по репарациям, с декабре 1923 разобрана на металл в Тулоне. | 162 (437,675 тонн)              |
| U-40 | Заложена на судоверфи «Германия» (нем. «Germaniawerft») в Киле 3 апреля 1913. Спущена 22 октября 1914. Вступила 14 февраля 1915. 23 июня 1915 потоплена близ Абердина в точке с координатами 56°35′ с. ш. 01°02′ в. д. торпедой английской подводной лодки «C24», работавшей в паре с траулером «Taranaki». | нет                             |
| U-41 | Заложена на судоверфи «Германия» (нем. «Germaniawerft») в Киле 22 апреля 1913. Спущена 10 октября 1914. Вступила 1 февраля 1915. 24 сентября 1915 потоплена южнее Ирландии близ островов Силли в точке с координатами 49°10′ с. ш. 07°20′ з. д. артиллерийским огнём английского судна-ловушки «Wyandra». | 30 (63,412 тонн)                |

## Оценка деятельности
За время службы подводные лодки типа U-31 повредили и отправили на дно 856 судов, общим тоннажем более 2 миллионов БРТ. Эти подводные лодки, спроектированные до начала Первой мировой войны, изменили представление о значении подводного флота и стали грозным оружием, способным парализовать судоходство одним известием о том, что они вышли в очередной поход.
- Среди этой серии подводных лодок наиболее известны 3 лодки — U-35 под командованием Лотара фон Арно де ла Перьера, самого результативного подводника всех времён, U-39 Вальтера Форстманна и U-38 Макса Валентинера. В сумме эти лодки повредили и потопили судов общим тоннажем более 1,200,000 БРТ.
- Будущий адмирал и глава «Абвера» Вильгельм Канарис также служил командиром на двух разных подводных лодках типа U-31. Первую — U-38 он принял после Макса Валентинера, а позже в январе 1918 года, был назначен командиром лодки U-34